# Shishou
Koordinaten: 29° 46′ N, 112° 33′ O
Die Stadt Shishou (chinesisch 石首市, Pinyin Shíshǒu Shì) ist eine kreisfreie Stadt in der chinesischen Provinz Hubei, die zum Verwaltungsgebiet der bezirksfreien Stadt Jingzhou gehört. Sie hat eine Fläche von 1.405 km² und zählt 560.100 Einwohner (Stand: Ende 2019).
Die neolithische Zoumaling-Stätte (走馬嶺遺址 / 走马岭遗址,  Zǒumǎlǐng Yízhǐ) steht seit 2001 auf der Liste der Denkmäler der Volksrepublik China (5-82).